# Carcelia rasa
Carcelia rasa är en tvåvingeart som först beskrevs av Macquart 1850.  Carcelia rasa ingår i släktet Carcelia och familjen parasitflugor. Arten är reproducerande i Sverige. Inga underarter finns listade i Catalogue of Life.